# 沙鹿 (大字)
沙鹿，原寫為沙轆，是臺灣臺中市沙鹿區的一個傳統地域名稱，也是全區核心聚落所在地，位於該區西部偏南。相較於今日行政區，其範圍大致包括居仁里西半部、洛泉里西半部、美仁里不含東北端及東南端、沙鹿里、興仁里不含東南部、興安里、斗抵里不含東部邊界地帶。

## 歷史
台灣清治末期，沙鹿地區為一街庄，稱為「沙轆庄」，隸屬於大肚中堡。該庄北與鹿藔庄為鄰，東與竹林庄、北勢坑庄、南勢坑庄為鄰，南邊為山腳庄，西邊為鴨母藔庄、大庄。
1901年（日明治三十四年）11月，全台廢縣廳改設二十廳，該庄隸屬於臺中廳。1903年（明治三十六年）6月，該庄編入「沙轆區」，仍隸屬於臺中廳。1909年（明治四十二年）10月，全台二十廳合併為十二廳，沙轆區隸屬不變。1920年（大正九年），全台地方制度大改正，該庄改制並改名為「沙鹿」大字，隸屬於臺中州大甲郡沙鹿庄，大字下有「沙鹿」、「潭子墘」、「斗抵」小字名。1938年，沙鹿庄升格為沙鹿街。
戰後沙鹿街改制為沙鹿鎮，隸屬於臺中縣，大字亦改制為里。1950年10月，中、彰、投分治，沙鹿鎮隸屬不變。2010年12月，隨著臺中縣、市合併為直轄臺中市，沙鹿鎮改制為沙鹿區。

## 聚落
本地區發展較早的聚落為沙轆（沙鹿）、埔尾、斗抵、潭仔墘等，在日治期初期的官方地圖上已有記載。

## 交通
台鐵海線大致以北北東—南南西走向經過沙鹿地區中部偏西地帶。境內設有沙鹿車站，屬二等站，各級列車均有停靠。由此可前往台鐵沿線各站。
省道台1線（中華路一段）又稱「縱貫公路」，是台北至屏東楓港的台灣西部傳統平面幹道，大致以北北東—南南西走向經過本地區西部邊界外不遠處。由該道路向北北東可前往清水、大甲、苑裡、通霄等地，向南南西轉南可前往龍井、大肚、彰化、花壇等地。
省道台12線（台灣大道七段），是梧棲港至台鐵台中車站的平面幹道，大致以西北西—東南東走向經過本地區北部近邊界地帶。由該道路向西北西可前往大庄北部、梧棲港並止於省道台17線路口，向東南東轉東南可前往龍井東端、西屯、台中市區並止於台鐵台中車站前。
市道136號（向上路七段）是臺中市龍井區至南投縣國姓鄉龜溝的道路，大致以西北西—東南東走向轉西北—東南走向經過本地區南部邊界地帶。由該道路向西北西可前往山腳與鴨母寮交界地帶、鴨母寮西南端省道台17線路口，向東南經國道3號龍井交流道後可前往龍井東部、大肚東北部邊界地帶、南屯、台中市中心、太平、國姓並止於省道台14線路口。
區道中68-1線（永興路一段）是永安至沙鹿的道路，其東側端點位於本地區中部偏東北的區道中69線路口。由此向西南出境後可前往鴨母寮並止於其中部偏西的區道中59線路口。
區道中69線（鎮南路）是沙鹿至坪頂的道路，其北側端點位於本地區中部偏東北的舊省道台1線（沙田路）路口。由此向東南東出境後轉南南東可前往北勢坑、南勢坑並止於省道台12線路口。

## 學校
- 沙鹿國中
- 沙鹿國小
- 文光國小

## 廟宇
- 沙鹿保安宮（三山國王廟）
- 沙鹿玉皇殿（玉皇上帝廟）
- 沙鹿朝興宮（媽祖廟）
- 普善寺（原住民祖靈廟）